# エルネスト・ミショー

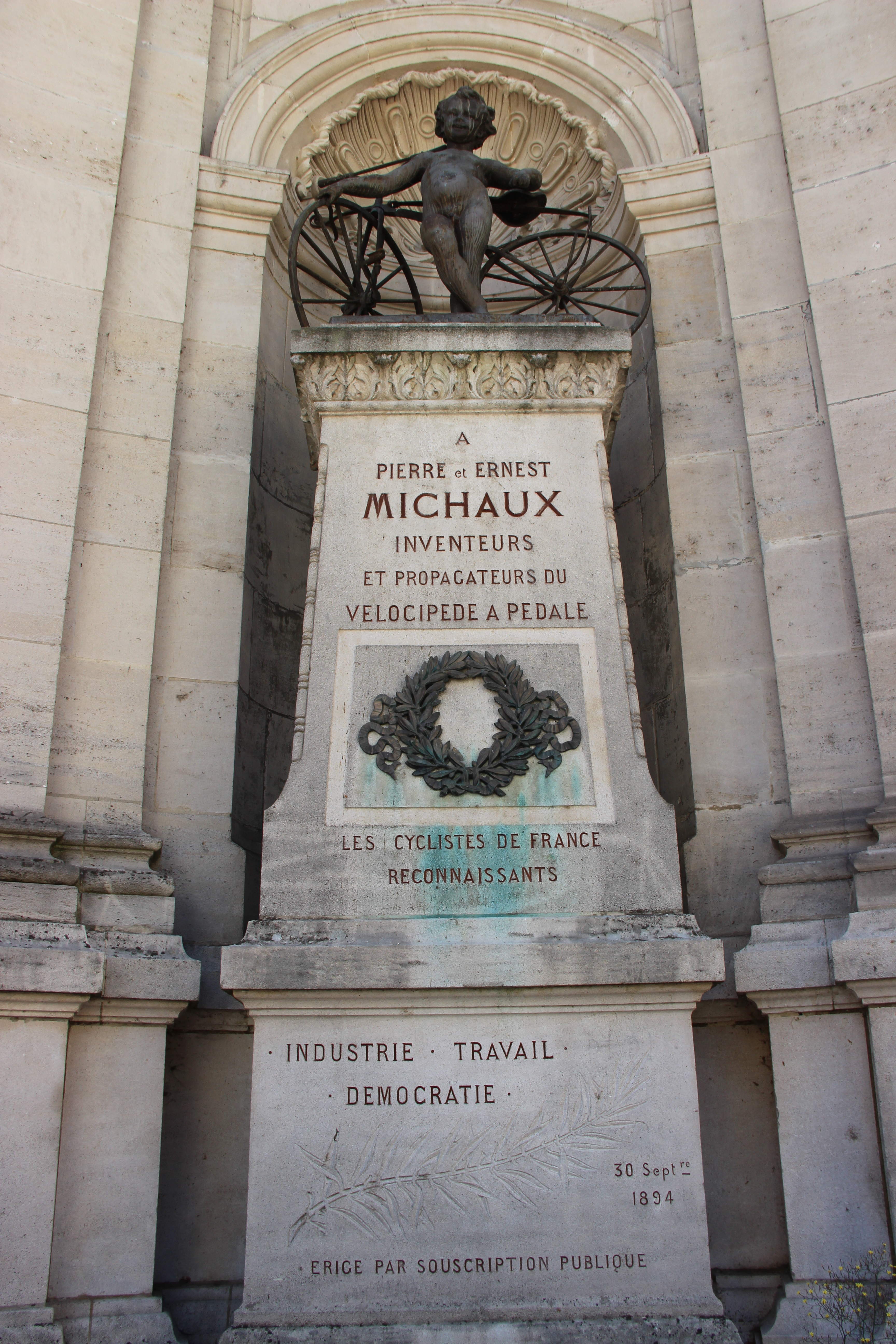
バル＝ル＝デュックにあるミショー父子の記念碑。

エルネスト・ミショー（Ernest Michaux、1842年8月29日 - 1882年1月19日）は、フランスの発明家。父ピエール・ミショーとともに、前輪にペダルが付いたベロシペード、ないし、ミショー型自転車（ミショーディン michaudine）を発明したとされ、父とともに、自転車の歴史において特異な地位を占めている。

## 経歴
ミショーは、1842年8月29日に、ピエール・ミショーの息子として、ブルターニュのサン＝ブリユーで生まれた。彼は1860年代（様々な情報源によって、1855年、1861年、1864年と年次は異なる）に、新しいドライジーネ、すなわち、前輪にペダルを付けたベロシペードと呼ばれる自転車の原型を開発し、後にはこれにブレーキを付け加えた。この種の自転車は、英語で「boneshaker（骨を揺らすやつ）」と呼ばれたほど乗り心地の悪いものであったが、当時は相当の規模で量産された。この発明は、父ピエールとともに、エルネスト・ミショーによるものとされている。
彼はまた、当初使われていたクッションの代わりにサドルを導入した。
ミショーは、1882年1月19日に、パリのラエンネック病院で死去した。
バル＝ル＝デュックでは、1894年に、父ピエールとエルネストをともに顕彰した記念碑が建てられた。